# Cristina Nevado
Cristina Nevado (Madrid, 1 de marzo de 1977) es una química española profesora de Química Orgánica en la Universidad de Zúrich. Su investigación se centra en la síntesis química y las reacciones organometálicas. Fue galardonada con el premio Margaret Faul Women in Chemistry de 2021. 

## Trayectoria
Nevado nació en Madrid y creció en España. Fue la primera científica de su familia. En la escuela secundaria, sus profesores de física y química la inspiraron para seguir una carrera en ciencias. Acabó estudiando química en la Universidad Autónoma de Madrid (UAM) y se licenció en 2000. Durante unas vacaciones de verano trabajó en la Universidad Internacional Menéndez Pelayo, donde conoció a estudiantes internacionales y se dio cuenta de que la comunidad científica era global. Permaneció en la UAM para su investigación de doctorado, donde trabajó en química orgánica y en la ciclación de eninos catalizados por complejos de oro y platino.
Tras doctorarse, Nevado se trasladó al Instituto Max Planck para la Investigación del Carbón, donde trabajó como becaria posdoctoral con Alois Fürstner. Su investigación posdoctoral se centró en la síntesis de productos naturales. Pasó tres meses trabajando junto a Eiichi Nakamura en la Universidad de Tokio. Nevado se incorporó a la Universidad de Zúrich como profesora ayudante en 2007. Su investigación se ha centrado en la catálisis y el desarrollo de enfoques selectivos y sostenibles para desarrollar nuevos materiales. En particular, está interesada en nuevos enfoques para construir enlaces C–C y C–X basados en catalizadores de metal de transición.
En 2011, Nevado recibió una beca inicial del Consejo Europeo de Investigación para desarrollar catalizadores basados en la naturaleza. Estas herramientas catalíticas de oro (I) y oro (III) buscan promover la síntesis de pequeñas moléculas biológicamente relevantes con altos niveles de estereocontrol. Fue ascendida a catedrática en 2013 y desarrolla además herramientas computacionales para estudiar procesos biológicos en un esfuerzo por comprender la metástasis y la progresión del cáncer.
Forma parte del consejo editorial de la revista ACS Central Science y del consejo asesor del premio de doctorado Reaxys.

## Premios y reconocimientos
- 2008 Premio para jóvenes investigadores de la Real Sociedad Española de Química.[13]
- 2011 Premio de las revistas de química de Thieme Medical Publishers.[14]
- 2011 Premio al Investigador Emergente de la Sociedad Química.[15]
- 2013 Premio Werner de la Sociedad Suiza de Química.[16]
- 2019 Organometallic Chemistry de la Royal Society of Chemistry.[17]
- 2021 Premio Margaret Faul a la Mujer Química.[18]

## Publicaciones
- Cristina Nieto-Oberhuber; M Paz Muñoz; Elena Buñuel; Cristina Nevado; Diego J Cárdenas; Antonio M Echavarren (1 April 2004). "Cationic gold(I) complexes: highly alkynophilic catalysts for the exo- and endo-cyclization of enynes". Angewandte Chemie International Edition. 43 (18): 2402–2406. doi:10.1002/ANIE.200353207. ISSN 1433-7851. PMID 15114573. Wikidata Q80010903
- Cristina Nevado (1 January 2010). "Gold catalysis: recent developments and future trends". Chimia. 64 (4): 247–251. doi:10.2533/CHIMIA.2010.247. ISSN 0009-4293. PMID 21138191. Wikidata Q37817429.
- Andrés García-Domínguez; Cristina Nevado (1 April 2018). "Transforming Olefins into Dinucleophiles". Chimia. 72 (4): 212–215. doi:10.2533/CHIMIA.2018.212. ISSN 0009-4293. PMID 29720311. Wikidata Q88546952.